# 埃伦代尔 (北达科他州)
埃伦代尔（英語：Ellendale），是美国北达科他州下属的一座城市。根据2010年美国人口普查，该市有人口1,394人。2011年估计该市有人口1,400人，相对于2010年，增长率为0.43%。